# نيل غاردنر
نيل غاردنر (بالإنجليزية: Neil Gardner)‏ هو منافس ألعاب قوى جامايكي، ولد في 8 ديسمبر 1974 في كينغستون في جامايكا.

## وصلات خارجية
- نيل غاردنر على موقع الاتحاد الدولي لألعاب القوى (الإنجليزية)
- نيل غاردنر على موقع أوليمبيديا (الإنجليزية)